# Komárov (Brno)
Komárov – miejska i katastralna część Brna, o powierzchni około 166,44 ha. Leży na terenie gminy katastralnej Brno-jih.